# Mandrella
Mandrella fou un estat tributari protegit, una thikana feudataria de Jaipur al Shekawati.

## Llista de thakurs
- Thakur DAULAT SINGH 1751-1791, tercer fill de Thakur Zorawar Singh de Jhujhunu
- Thakur LAKSHMAN SINGH (fill) 1791-1802
- Thakur SAIVA SINGH (germà) 1791-1799
- Thakur BISHAN SINGH (fill de Lakshman) 1802-?
- Thakur MAGNI SINGH (net, per adopció) ?-1853
- Thakur JAWAHAR SINGH (fill) 1853-1908
- Thakur BAGH SINGH (adoptat, thakur de Malsisar) 1908-1934
- Interregne 1934-1942
- Thakur TAKHAT SINGH 1942-1954 (fill de Thakur Bhur Singh de Malsisar, reconegut el 1942)